# Radoslav Rogina
Radoslav Rogina (* 3. März 1979 in Varaždin) ist ein ehemaliger kroatischer Radrennfahrer.

## Sportlicher Werdegang
Bereits als Junior vertrat Rogina sein Land bei den Straßenradsport-Weltmeisterschaften 1996, auch in den folgenden Jahren wurde er regelmäßig für die Weltmeisterschaften nominiert. 1999 gewann er in seiner Heimat mit der vierten Etappe der Kroatien-Rundfahrt sein erstes UCI-Rennen. 2002 wurde er Mitglied im slowenischen Radsport-Team Perutnina Ptuj. In seinem zweiten Jahr gewann er den Grand Prix Istria, die Gesamtwertung von Paths of King Nikola mit zwei Etappensiegen. Zudem wurde er kroatischer Meister sowohl im Zeitfahren als auch im Straßenrennen. 
Zur Saison 2004 wechselte Rogina zur italienischen Mannschaft Tenax, die 2005 als Professional Continental Team lizenziert war. 2004 nahm er mit dem Giro d’Italia an einer Grand Tour teil, die er als 86. der Gesamtwertung beendete. Insgesamt blieb er in zwei Jahren ohne zählbare Erfolge.
2006 kehrte Rogina wieder zu seinem ehemaligen Team Perutnina Ptuj zurück, um bis zum Ende seiner Karriere ausschließlich für slowenische und kroatische Continental Teams zu fahren. Als sprintstarker Bergfahrer erzielte er regelmäßig vordere Platzierungen bei kleineren Eintagesrennen und bei Etappen kleinerer Rundfahrten, mit denen er auch den Grundstein für den Gewinn der Gesamtwertung legte. Er war Teilnehmer an den Olympischen Sommerspielen 2004 und 2008, wo er im Straßenrennen den 25. und 41. Platz belegte. Nach 2003, 2010 und 2014 wurde er in der Saison 2016 zum vierten Mal kroatischer Meister im Straßenrennen, was gleichzeitig sein letzter Sieg war.
Nach der Saison 2020 beendete Rogina im Alter von 41 Jahren seine Karriere als Radrennfahrer. 

## Erfolge
1999
- eine Etappe Kroatien-Rundfahrt

2001
- Grand Prix Kranj

2003
- Kroatischer Meister – Einzelzeitfahren
- Kroatischer Meister – Straßenrennen
- Gesamtwertung und zwei Etappen Paths of King Nikola
- Grand Prix Istria

2006
- Gesamtwertung, eine Etappe, Punkte- und Bergwertung Paths of King Nikola

2007
- GP Schwarzwald
- eine Etappe Serbien-Rundfahrt
- Gesamtwertung Kroatien-Rundfahrt

2008
- eine Etappe Slowenien-Rundfahrt
- zwei Etappen Serbien-Rundfahrt

2009
- Gesamtwertung und eine Etappe Paths of King Nikola
- Trofeo Internazionale Bastianelli

2010
- eine Etappe Istrian Spring Trophy
- eine Etappe Tour du Maroc
- Kroatischer Meister – Straßenrennen
- eine Etappe Tour of Qinghai Lake

2012
- eine Etappe Szlakiem Grodòw Piastowskich

2013
- Grand Prix Šenčur
- Gesamtwertung und eine Etappe Slowenien-Rundfahrt

2014
- Raiffeisen Grand Prix
- Kroatischer Meister – Straßenrennen
- Gesamtwertung und eine Etappe Sibiu Cycling Tour

2015
- Gesamtwertung Tour of Qinghai Lake

2016
- Kroatischer Meister – Straßenrennen